# Ямские Выселки
Ямские Выселки — слобода в составе Ямского сельского поселения Болховского района Орловской области. Население 12 человек (2010).

## История
С 1941 года слобода находилась под немецкой оккупацией. Была освобождена в 1942 году в ходе Кривцовской операции.

## География
Слобода расположена в центральной части Среднерусской возвышенности в лесостепной зоне, в пригороде города Болхов. Уличная сеть состоит из двух географических объектов: ул. Раздольная и ул. Садовая.
Климат близок к умеренно-холодному, количество осадков является значительным, с осадками в засушливый месяц. Среднегодовая норма осадков — 627 мм. Среднегодовая температура воздуха в Болховском районе — 5,1 °C.

## Население
| 2010 |
| ---- |
| 12   |

Возрастной состав
По данным администрации Ямского сельского поселения, опубликованным в 2017—2018 гг., в слободе проживают 16 жителей, среди них 0 человек до 16 лет, 3 человека от 16 до 29 лет, 6 человек от 29 до 55 лет, 7 человек старше
трудоспособного возраста.
Национальный состав
Согласно результатам переписи 2002 года, в национальной структуре населения
русские составляли 95 % от общей численности населения в 56 жителей.

## Инфраструктура
Было развито сельское хозяйство.
В соседней слободе Верхняя Монастырская действует православный храм «Собор Троицы Живоначальной в Троицком Оптине монастыре».

## Транспорт
Выезд на автотрассу Р-92 (Ямская улица г. Болхова).